# ジュゼッペ・コンコーネ

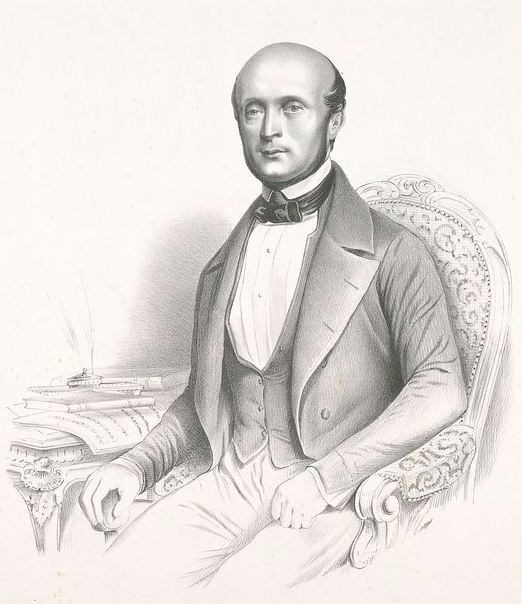

パオロ・ジュゼッペ・ジョアッキーノ・コンコーネ（Paolo Giuseppe Gioacchino Concone, 1801年9月12日トリノ生 - 1861年6月6日トリノ没）、はイタリアの作曲家、教育者である。ヴォカリーズの練習の教本で特に有名である。

## 生涯
トリノのサヴォイア宮廷のオルガニストで楽長であった。1837年から10年間パリのコンセルヴァトワールで声楽を教えたが、1848年革命のためトリノに帰国した。
オペラ作曲家としても活躍し、数曲の歌曲、二重唱、オペラの『S.ミケレのエピソード Un Episodio di S. Michele』と『グラツィエラ Graziella』を書いた。

## 教育的作品

### 合唱曲
Domine,salvam fac

### 声楽
リコルディ社より発売。日本では、畑中良輔により日本人向けに編集されたものが全音楽譜出版社より発売されている。
- コンコーネ50番 中声用 作品9　ISBN 9784117114201
  - 声楽の基礎技術をマスターするために編まれた教本で、声楽学習者はコールユーブンゲンの後半と並行して取り組むことが多い。とはいえ後半にはかなり高度な課題も含まれており、畑中は本書を「声楽を志す一生の教科書」と呼び、繰り返し取り組むことを勧めている。移調したものが高声用・低声用としてそれぞれ発売されている。
- コンコーネ25番 中声用 作品10　ISBN 9784117112207
  - 50番よりさらに高度な技法を身につけるための教本。移調したものが高声用・低声用としてそれぞれ発売されている。
- コンコーネ15番 高声用 作品12　ISBN 9784117111101
  - 25番よりさらに高度な技法を身につけるための教本。移調したものが中・低声用として発売されているが、本来はコロラトゥーラ技法の習得のためのテキストである。
- コンコーネ40番 低声用 作品17　ISBN 9784117113402
  - アルト・バスのための教本で、50番の次に取り組むものとされている。

### ピアノ
- ピアノのための25の旋律的練習曲 作品24 （全音楽譜出版社 ISBN 411160403X）
- ピアノのための15の練習曲 作品25 （全音楽譜出版社 ISBN 4111604048）
- 20 Études Chantantes Op. 30
- 連弾のための15の対話的練習曲 作品38 （全音楽譜出版社 ISBN 4111604056）
- 15 Études d'Expression Op. 44